# Gregorio il Patrizio
Gregorio il Patrizio (... – 648) è stato un funzionario e militare bizantino fu Esarca di Cartagine, e autoproclamatosi Imperatore della provincia d'Africa.

## Biografia
Gregorio il Patrizio era imparentato con la famiglia reale; infatti era parente di Niceta, cugino dell'Imperatore d'Oriente Eraclio I. Gregorio fu creato Esarca d'Africa dall'Imperatore Costante durante la prima metà del VII secolo. La carica di Esarca riuniva autorità civile e militare nelle mani di una singola persona. Nel 647 Gregorio si ribellò all'Impero d'Oriente a causa delle controversie religiose che affliggevano l'Impero tra Monotelismo e Monoenergismo. Dichiarò l'indipendenza dell'Esarcato dall'Impero romano d'Oriente e si proclamò Imperatore d'Africa (N.B.: per Africa si intende il territorio dell'Esarcato d'Africa, non l'intero continente). Il nuovo impero riuscì a tenere a freno le tribù del deserto, di cui 100.000 uomini avrebbero in seguito combattuto per l'Imperatore Gregorio.
Stabilì la capitale del suo impero a Sufetula nella Tunisia centrale per evitare una rappresaglia efficace bizantina. Tuttavia, a quei tempi, gli Arabi si stavano espandendo molto e in pochi anni conquistarono l'intera Persia Sasanide, Siria, Palestina ed Egitto. Il risultato fu che la città di Cartagine era stata sommersa da rifugiati che erano fuggiti dall'Egitto, Palestina e Siria. Ciò sembra aver acceso tensioni religiose. Ma fece capire all'Imperatore che gli Arabi erano una grande minaccia per l'Esarcato. Tra il 647 e il 648, gli Arabi sotto il comando di Abdulla-bin-Sarh e Abdallah-bin-Zubeir attaccarono la città di Tripoli. L'esercito invasore arabo era sostenuto da tribù berbere. L'Imperatore Gregorio affrontò gli Arabi nella Battaglia di Sufetula nel 648 supportato da 100.000 soldati provenienti da varie tribù. Questa grande battaglia durò per giorni fino alla cattura e all'uccisione di Gregorio da parte degli Arabi sotto le mura della sua capitale. Con la morte di Gregorio l'Impero Africano cadde. Ma il dominio musulmano in Africa fu breve, e l'Esarcato d'Africa ritornò per un breve periodo in mano bizantina sotto l'Esarca Gennadio, prima di essere conquistato definitivamente dagli Arabi. Gregorio il Patrizio fu l'unico uomo nella storia a essersi proclamato "Imperatore d'Africa".